# Palmanova
Palmanova (furlanski: Palme) je grad i općina (comune) u Provinciji Udine u regiji Furlanija-Julijska krajina - Sjeverna Italija.
Palmanova je poznata po svojem zvijezdastom tlocrtu, koji je za ono doba bio vrhunac fortifikacione arhitekture.

## Geografske i klimatske karakteristike
Palmanova je udaljena 20 km od Udina, 28 km od Gorizie i 55 km od Trsta, pored autoceste Alpe-Adria (A23) i autoceste Venecija-Trst (A4).

## Povijest
Situacija u Furlaniji na početku 16. stoljeća, nakon gubitka Gradisce (1511.) koju su preoteli grofovi gorički, nije bila povoljna za Mletačku Republiku, jer je granica ličila na leopardovu kožu.
Za jačanje obrane na području Furlanije, Mletačka Republika se odlučila izgraditi potpuno novu utvrdu u furlanskoj ravnici koja je trebala zaustaviti moguće upade Turaka, ali i ekspanzionizam goričkih grofova iza kojih su stajali habsburgovci. Kamen temeljac položen je 7. listopada 1593. na isti dan kad je kršćanska flota prevođena Venecijom pobijedila otomansku flotu kod Lepanta
Palmanova je bila vrhunac tehnologije 16. stoljeća, njen tlocrt u obliku zvijezde s devet krakova, kojeg je projektirao  Vincenzo Scamozzi bio je vrhunac vojnog inženjerstva toga vremena. Na sjecištu krakova izgrađeni su istureni tornjevi, koji su mogli braniti jedan drugoga. Cijeli grad bio je opasan obrambenim jarkom, a samo troja dobro branjena vrata, omogućavala su ulazak u grad.
Na čelu tima za izgradnju grada bio je Marcantonio Barbaro, koji je postavljen za providura novog naselja, uz grupu mletačkih plemića. Marcantonio Martinego je vodio gradnju, a Giulio Savorgnan je bio njegov savjetnik. Vanjski linija bedema dovršena je tek za napoleonske vlasti.
Od 1815. do kraja Prvog svjetskog rata grad je bio pod austrijskom upravom, nakon toga postao je dio Kraljevine Italije. Palmanova je proglašena nacionalnim spomenikom 1960. godine.
Palmanova je bila idealno zamišljen grad u skladu sa svim najvišim ciljevima humanističke renesansne misli, - idealan na papiru. Njeni projektanti su je zamislili kao samoodrživo naselje, u koje će se naseliti obrtnici, poljoprivrednici i trgovci. Ali i pored idealno zamišljenog prostora, nitko se nije htio preseliti u Palmanovu. Zbog tog je Mletačka Republika bila prisiljena od 1622. davati čak i besplatno zemljište i oprost kriminalcima samo da se nasele u Palmanovi. Usprkos tome Palmanova je ostala beživotan grad do dana današnjeg, kojeg posjećuju samo istraživači renesansne arhitekture i profesionalni vojnici koji se i danas bave čuvanjem granica.

## Znamenitosti

### Katedrala
Katedrala (Duomo) se nalazi na centralnom gradskom trgu, nasuprot gradske vijećnice (bivša providurova palača). Projektirana je 1603., gradnja joj je započela krajem te godine pod nadzorom Girolama Cappella - dovršena je 1636. Nejasno je tko su bili projektanti, možda je to bio Vincenzo Scamozzi, ili Baldassare Longhena. Katedrala nije posvećena sve do 1777., tad je Palmanova postala dio nadbiskupije Udine.
Zvonik katedrale, podignut je 1776., ali je namjerno nizak, tako da ga napadači nisu mogli vidjeti od gradskih zidina.

### Ostali spomenici
- Troja gradska vrata Porta Udine, Porta Cividale i Porta Aquileia.
- Centralni trg - Piazza Grande

## Vanjske poveznice
- Palmanova, città stellata (tal.), (engl.)